# Final Attraction
Albums de Cinema Bizarre
ToyZ
(2009)
Singles
1. Lovesongs (They Kill Me)
Sortie : 2007
2. Escape To The Stars
Sortie : 2007
3. Forever Or Never
Sortie : 2008

Final Attraction est le premier album du groupe Cinema Bizarre.
Sorti le 12 octobre 2007 en Allemagne, puis le 24 mars 2008 en France, l'album se positionne dans 5 charts au total.
Une version Digipack de l'album, nommé Final Attraction (Limited Pure Edition) est sorti le 29 février 2008, chez Universal. la liste des titres est la même que l'édition Standard de l'album.
L'album est sorti aux États-Unis en 2009, chez le label Cherrytree Records, comprenant la même liste des titres que la version française (soit deux pistes bonus, remix de Lovesongs (They Kill Me)).
Une version double CD comprend également le single spécial pour les États-Unis, qui se nomme Hot Topic EP.

## Liste des chansons

### Édition Standard
| No  | Titre                    | Durée |
| --- | ------------------------ | ----- |
| 1.  | Lovesongs (They Kill Me) | 3:44  |
| 2.  | How Does It Feel         | 3:47  |
| 3.  | Silent Scream            | 3:58  |
| 4.  | Get Off                  | 3:14  |
| 5.  | Forever or Never         | 3:20  |
| 6.  | Escape to the Stars      | 3:49  |
| 7.  | After the Rain           | 3:37  |
| 8.  | She Waits For Me         | 3:14  |
| 9.  | I Don't Believe          | 3:12  |
| 10. | The Way We Are           | 3:56  |
| 11. | Dysfunctional Family     | 3:52  |
| 12. | Heavensent               | 4:09  |
| 13. | Angel in Disguise        | 3:53  |
| 14. | The Silent Place         | 3:55  |

+ Cinema Bizarre Desktop Player et le clip de "Lovesongs (They Kill Me)"
| 15. | Lovesongs (They Kill Me) - Eyeland Remix               | 3:23 |
| 16. | Lovesongs (They Kill Me) - Radio Remix By Ian Coolmans | 3:52 |

| 15. | Spaceman | 3:29 |

## Reprises
- La chanson "She Waits For Me" est un cover du groupe Anglais Protocol (en).
- La piste bonus "Spaceman" de la version Special, est un cover de Babylon Zoo.
- La Chanson Escape To The Stars, inclut des éléments de la chanson Everything Counts, de Depeche Mode.

## Classement des ventes
| Année | Classement       | Meilleure position |
| ----- | ---------------- | ------------------ |
| 2007  | Allemagne Top 50 | 9                  |
| 2007  | Autriche Top 75  | 28                 |
| 2008  | Italie Top 100   | 30                 |
| 2008  | France Top 150   | 24                 |
| 2008  | Belgique Top 50  | 52                 |